# 상업화
상업화(商業化)라는 재화, 서비스, 관념, 개인정보, 사람 또는 동물 등을 교역의 물건 또는 상품으로 변환하는 일이다. 상업화라는 단어가 영어로 가장 처음으로 쓰인 것은 1975년에 옥스퍼드 영어 사전이다. 상업화라는 개념은 기호학에서의 비판적 담론 분석이 흔해졌을 때부터 사용되었다.
상업화와 상품화라는 용어는 (특히 이 기사에서) 가끔 동의어로 사용되기도 한다. 백지의 상태에서 상품이 만들어지는 과정을 묘사하는 것은 인류학의 쓰임에 비해서 이전에는 잘 쓰이지 않았었다.
하지만, 다른 저자들은 (이 기사에서 그런 것처럼) 그 둘을 구별한다. 상업화는 사회적으로 맥락에서 상업적 물품이 아니었던 것이 상품으로 되는 것을 의미하고, 특히 “상업에 의해 훼손된 것”의 함축적 의미를 보인다. 반면 상품화는 비즈니스 맥락에서 기존 상품 시장이 교환 가능하고 가격 경쟁이 심한 상업적 시장이 될 때 쓰인다. 이런 이야기가 있다: “마이크로 프로세서는 상품화다. 사랑은 상업화다.”

## 상업과 경제
경제적 용어에서 이전에는 사용되지 않았던 경제적 가치의 임무를 묘사하는 상업화라는 단어는 가끔 차별되지 않는 상품들만 있었던 시장의 상품을 브랜드화시켜 독특한 시장의 변화를 묘사하기 위해 쓰인다.
이 두 개념은 기본적으로 다르고 사업 커뮤니티에서는 상품화를 늘어가는 경쟁 사이에서 브랜드화시킨 시장의 변화를 묘사하기 위해 더 흔하게 쓰인다. 특히 가격 인하의 결과에 대해서 다룬다. 반면 경제적 용어에서, 상업화는 매우 관련있고 종종 시장이 하나의 독점 경쟁에서 하나의 완전 경쟁으로 바뀌는 단계를 따른다. 상품은 고객이 브랜드나 이전 상품사이에 차이가 없다고 생각하는 순간 근본적으로 상용품이 된다.
상품화는 원하는대로 시장에서 독립체가 되는 결과가 되거나 의도하지 않은 어떤 구성원도 달성하고자 않은 결과가 될 수도 있다. (예를 들어서, 제록스#상표가 있다)
신고전주의 경제 이론에 따르면, 고객은 완전 경쟁 때문에 주로 낮아진 가격으로 인한 상품화로 인해 이득을 얻을 수 있다. 브랜드화된 생산자는 브랜드 가치 (그리고 통상 가격 프리미엄의 능력)가 낮아질 수 있기 때문에 종종 상품화로 고통 받는다.
하지만, 거짓 상품화는 프리미어 상품이 부가적 가치를 제공받을 때 부가적 위험을 만들어 낼 수 있다. 특히 건강, 안전과 보호 관련해서 더욱 그렇다. 예를 들어서 위조된 약과 포괄적인 네트워크 서비스가 있다.

## 예시

### 개념
상품화되는 것의 개념은 애국심, 스포츠, 친밀함, 언어, 자연이나 신체 같은 넓은 분야의 아이템을 포함한다.

### 기념일
크리스마스, 할로윈이나 발렌타인데이 같은 많은 기념일 또한 상품화된 것이라 논쟁된다.

### 인간 상품화
인간의 상품화는 노예에서 대리모행위까지의 넓은 문맥에서 토론해야한다.

### 토착 문화
미국 작가이자 페미니스트 벨 훅스 문화적 상품화와 “다른사람을 먹는”지배적인 문화로서의 차별점에 대해 생각한다. 훅스에게는 Otherness의 문화적 인상이 혁명적일지라도, 그들의 즐거움을 위해 팔린 지배적인 문화라고 한다. 그리고 사회적 변화의 그 어떤 메시지도 그들의 메시지를 향한 것이 아닌 “primitive”의 한 조각으로 지배하기 위한 메카니즘으로 이용되었다. 과거 역사적 문화에 대한 그 어떤 흥미는 거의 항상 현대와 맞지 않다. 마리아나 토르고브닉에 따르면
개인의 사생활과 함께 서부의 매력 그것 그대로의 정체성으로 받아들여져야한다는 것이 현재 확실하다. 우주를 경험하는 여러 가지 방법을 필터링하는 동안에도 주제와 목적을 명확하게 구분해야한다.
훅스는 하찮지않은 그룹이 “인지와 화해의 약속” 때문에 이 컨셉이 유혹된다고 말했다.
지배하는 문화가 다른 것을 상징하는 것이 된다면 공격적인 정치적 변화가 될 것이다. 아메리칸 드림이 다름의 확장을 나타내게 되고, 그것이 필수적인 문화적 국가의 부활을 이끌어낼 것이다.
토착 문화의 상품화는 “투어리즘에 의해 그것의 침투 이전에 켜뮤니티의 생활 영역에서 시장 변화의 기준들에 의해 정의되는 경제적 연관의 도메인이 될 수 없다.”고 한다.(코한 1988, 372) 문화적 상품화의 이런 타입의 예시로는 1950년대부터 하와이의 문화적 변화의 관점을 보는 것으로 묘사될 수 있다.

### 공공의 물건
공기나 물같은 공공의 물건은 상품화되는 물건이 될 수 있다

### 온라인 커뮤니티
디지털 상품화는 비즈니스나 기업이 이익을 위한 그들의 지식 없이 온라인 커뮤니티에서 정보를 사용할 때 상품화된다. 정보의 상품화는 저자에게 콜라보 시스템보다 돈을 얻기 쉽게 해준다.

### 서브컬처
많은 서브문화는 상품화되기에 말이 많다. 예로 고스 서브컬쳐, 바이커 서브컬쳐, 타투 서브컬쳐, 마법 서브컬쳐 그리고 다른것들이 있다.

### 투어리즘
투어리즘은 지역문화와 재산이 시장 물건으로 변화는 과정에서의 상품화 맥락에서 분석된다.

## 마르크스주의
마르크스주의가 생각하는 상품은 사업과 뚜렷하게 차이가 있다. 상품은 칼 마르크스의 업적에서 중요한 역할을 한다; 그는 상품을 자본주의의 세포라고 여겼고 이 정치 경체 시스템의 분석을 위한 첫 열쇠라고 여겼다. 마르크스는 상품화의 사회 영향이 상품물신주의와 소외의 이름 아래에 있다고 광범위하게 비판했다.

## 같이 보기
- 빅 데이터
- 비상품화
- 민영화
- 경매